# Iglesia de los Ángeles de la Guarda (Manistee)
La iglesia de los Ángeles de la Guarda (en inglés, Guardian Angels Church) es una iglesia católica ubicada en 371-375 Fifth Street en la ciudad de Manistee, en el estado de Míchigan (Estados Unidos). Fue incluido en el Registro Nacional de Lugares Históricos en 2020. Junto con la Iglesia de San José, la Iglesia de los Ángeles Guardianes es parte de la Parroquia de la Divina Misericordia en la Diócesis de Gaylord.

## Historia
La primera iglesia católica en Manistee, Saint Mary, se construyó en 1862. En las décadas de 1870 y 1880, las industrias minera y maderera aumentaron la producción, lo que trajo una ola de nuevos residentes a Manistee. Muchos de estos eran inmigrantes católicos de Francia, Irlanda, Alemania y Polonia, y pronto la Iglesia de Santa María se quedó sin espacio. Además, las tensiones étnicas entonces vigentes en Europa se importaron al nuevo mundo y la congregación católica de Manistee se deshizo. En 1884, la población polaca abrió su propia parroquia, San José. Esto alivió los problemas de espacio, pero llevó a los inmigrantes alemanes e irlandeses a solicitar también su propia parroquia. Esta nueva iglesia, la iglesia del Ángel de la Guarda, se encargó en 1888. El padre Herman Grimme fue asignado como párroco.
En el verano de 1888 se recaudaron fondos para la nueva iglesia, y se contrató a Adolphus Druiding, que tenía reputación como diseñador de iglesias modestas del Medio Oeste. Se contrató a la firma de Noud y Kenny para la construcción y el trabajo comenzó en agosto de 1888. El obispo Richter de la Diócesis de Grand Rapids colocó la primera piedra en septiembre. El trabajo exterior continuó rápidamente y se completó sustancialmente en enero de 1889. Gran parte del interior se completó en mayo, pero la iglesia no se dedicó hasta diciembre de 1890.

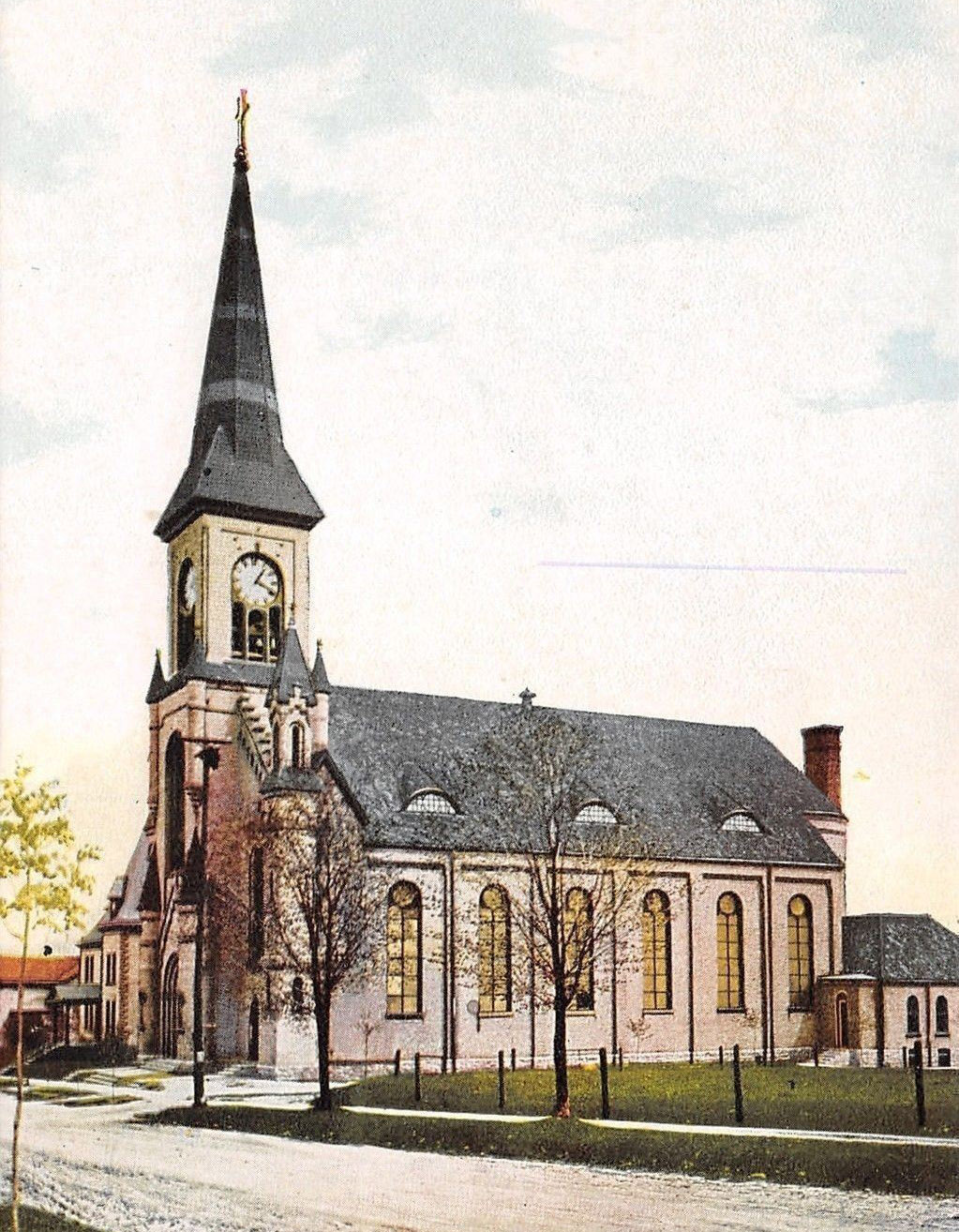
La igelesia a principios del siglo XX

Sin embargo, el padre Herman Grimme sucumbió a la fiebre tifoidea en 1891. Le sucedió el padre J. M. Steffes, quien permaneció en la parroquia durante los siguientes cuarenta y seis años. Para 1899, la parroquia tenía más de 800 feligreses. Debido a este crecimiento, se construyó una escuela de tres pisos en 1892-1893, y en 1903 se construyó un convento de las Hermanas de la Misericordia al lado. En 1907 se añadió una rectoría. En la década de 1920, la escuela Guardian Angels tenía entre 150 y 200 estudiantes.

## Descripción
La Iglesia de los Ángeles de la Guarda es una arquitectura neogótica con estructura de ladrillo neogótico. El ladrillo es muy decorativo y contiene múltiples patrones, bandas y ménsulas. La fachada principal está dominada por un gran campanario ubicado en el centro, que con 180 pies es la estructura más alta de Manistee. La torre contiene un reloj integrado de cuatro lados y un gran rosetón. Está rematado con un campanario de tejas y una cruz blanca de catorce pies. El campanario está flanqueado por parapetos escalonados sobre los que se levantan torreones cuadrados con galerías abiertas. En la parte inferior de la torre hay una entrada frontal que consta de dos puertas de madera de dos metros y medio de altura. Dos puertas sencillas adicionales flanquean la entrada central. Encima de estos hay vidrieras simétricas. Todas las entradas de ventanas y puertas cuentan con una parte superior de arco redondo.
La iglesia está construida en forma de basílica y contiene un altar mayor en un extremo rodeado por un gran ábside redondeado. La nave tiene capacidad para cuatrocientas cincuenta personas. Hay seis grandes vidrieras a lo largo de cada lado del santuario, y seis vidrieras detrás de las ventanas de cejas sobre la nave. Un balcón está ubicado en la parte trasera y originalmente proporcionó espacio para sentarse para doscientas personas adicionales. Se convirtió para albergar un órgano de tubos Henry Reinisch de 1910 en un cuarto de revestimiento de roble aserrado.